# Buritama
Buritama is een gemeente in de Braziliaanse deelstaat São Paulo. De gemeente telt 15.636 inwoners (schatting 2009).

## Aangrenzende gemeenten
De gemeente grenst aan Birigui, Brejo Alegre, Lourdes, Santo Antônio do Aracanguá, Turiúba en Zacarias.